# Candidate Experience
Candidate Experience (übersetzt: „Bewerbererfahrung“, auch häufig bezeichnet als „Candidate Journey“) bezeichnet die Gesamtheit der Erfahrungen eines Bewerbers an allen Kontaktpunkten mit seinem potentiellen neuen Arbeitgeber. Maßnahmen, die Arbeitgeber zur Optimierung dieser Kontaktpunkte ergreifen, u. a. um die Anzahl eingehender Bewerbungen im Unternehmen zu steigern, gehören zu den Methoden des Employer Branding. Im Fokus stehen dabei „Ansätze für eine positiv erlebte Arbeitgebermarke im Bewerbungsprozess und darüber hinaus“.

## Definition
Eine häufig zitierte frühe Definition stammt von Gerry Crispin und Mark Mehler aus 2011. Die beiden gelten als Pioniere auf dem Gebiet und loben u. a. auch die internationalen CandE Awards aus. Sie definieren die Candidate Experience in ihrem Buch The Candidate Experience: What they say it is; What it really is; and, What it can be als: „The attitudes and behaviors of individuals who aspire to work for a firm about the recruiting process, the stakeholders in the process, the work and the company itself as a place to work.“
Der Begriff wurde analog zu Customer Experience gebildet. Customer-Experience-Management (CEM oder CXM) bzw. Kundenerfahrungsmanagement dient der Schaffung positiver Kundenerfahrungen zum Aufbau einer emotionalen Bindung zwischen Anwender und Produkt bzw. Anbieter. Ziel von CEM ist es, aus zufriedenen Kunden loyale Kunden und aus loyalen Kunden „begeisterte Botschafter“ der Marke oder des Produkts zu machen („satisfied - loyal - advocate“). Analog dazu ist das Candidate Experience Management auf den Bewerbungsprozess und dessen Wirkung auf den Bewerber zugeschnitten.
Ein früher Verwendungsnachweis ist in den USA im Jahr 1981 zu finden. In Deutschland wurde der Begriff um 2013 eingeführt.

## 6-Phasen-Modell
Candidate Experience bezeichnet die gesammelte Wahrnehmung und Erfahrungen, die ein potenzieller Kandidat von/mit einem Arbeitgeber auf der Candidate Journey („Bewerbungsreise“) sammelt. Diese Wahrnehmung sollte an allen Touchpoints (Kontaktpunkte) wie Stellenanzeige, Social Media, Bewerbungsformular, E-Mail-Verkehr, Jobinterview usw. konsistent sein. Den Touchpoints können sechs Phasen zugeordnet werden. Diese Konsistenz kann durch E-Recruiting sichergestellt werden.
Das Phasenmodell stellt dabei den Ideal-Prozess dar, den ein (potenzieller) Bewerber durchlaufen kann. Er wird auf das Unternehmen aufmerksam (1. Anziehung), informiert sich dann über verschiedene Kanäle über das Unternehmen und dessen Jobangebote (2. Information), bewirbt sich bei dem Unternehmen (3. Bewerbung), nimmt am Auswahlprozess teil durch Bewerbungsgespräche, Assessment-Center oder ähnliches (4. Auswahl), bekommt eine Zusage und fängt bei dem Unternehmen an (5. Onboarding) und erlebt den Arbeitsalltag des Unternehmens (6. Bindung).
Sandra Petschar u. a. schlagen vor, das Candidate Experience als E-Recruiting-Prozess zu gestalten, in dem Online-Formulare, Sprache usw. bewusst bewerberfreundlich gestaltet werden und dabei die Erfahrungen und Analysetools des E-Commerce genutzt werden sollten.

## Einflussfaktoren
Eine empirische Studie zeigt, dass die bei der Bewerbung eingesetzte Kommunikationstechnologie kaum eine Rolle für die Candidate Experience spielt. Wichtig sei vielmehr ein einfaches und zügiges Verfahren mit zeitnahen Informationen. Das Image des Unternehmens kann durch mangelnde Information während des Bewerbungsprozesses beschädigt werden. Der Kandidat, für den der Prozess eine Black Box darstellt, solle im Bewerbungsprozess zeitnahe und klare Rückmeldungen über dessen Stand erhalten. Eine andere Studie zeigt, dass Unternehmen mit positivem Image selektiver mit den Bewerbern verfahren können, ohne dass deren Gerechtigkeitsgefühl dadurch verletzt wird. Eine offene Frage ist, wie weit ein standardisierter Bewerbungspfad den Bedürfnissen aller Alters- und Fachgruppen entgegenkommen kann. Wald und Athanas heben in ihrer empirischen Studie über alle Altersgruppen hinweg neben den eher technischen Faktoren (z. B. verständliche Formulierung von Jobtiteln) die Bedeutung des Beziehungsaufbaus und der Vertrauensbildung im Bewerbungsprozess für eine positive Candidate Experience hervor.